# Elisabeth (Schiff, 1869)
Die Elisabeth war ein Kriegsschiff der Marine des Norddeutschen Bundes sowie später der Kaiserlichen Marine. Vom Schiffstyp her war sie eine Gedeckte Korvette der Arcona-Klasse und bildete mit einem nochmals verlängerten Rumpf das dritte Baulos dieser Klasse.

## Konstruktion
Die Elisabeth, benannt nach Königin Elisabeth von Preußen, wurde auf der Königlichen Werft in Danzig gebaut. Der Stapellauf fand am  18. Oktober 1868 statt, die Indienststellung erfolgte ein Jahr später. Sie war 79,3 m lang, 13 m breit und hatte einen Tiefgang von 6,50 m. Mit ihrer Dampfmaschine konnte sie eine maximale Geschwindigkeit von 12 kn erreichen und war als Vollschiff getakelt. Die Bewaffnung der Elisabeth bestand ab 1870 aus 17 Ringkanonen mit einem Kaliber von 15 cm. Sie war das letzte und größte Schiff der Arcona-Klasse.

## Einsatzgeschichte
1869 nahm sie an den Feierlichkeiten zur Eröffnung des Sueskanals teil und beherbergte dabei den preußischen Kronprinzen. Der spätere Admiral Guido Karcher diente zu dieser Zeit als junger Offizier an Bord. Im Deutsch-Französischen Krieg war die Korvette zunächst in Kiel stationiert. 1870 verlegte sie nach Wilhelmshaven, um als Handelsstörkreuzer eingesetzt zu werden. Der schnelle Waffenstillstand verhinderte den Einsatz jedoch.
1872 wurde die Elisabeth Teil des Reichsgeschwaders, das von 1872 bis 1874 eine zur Stärkung des Ansehens des 1871 gegründeten Deutschen Kaiserreichs geplante Weltumseglung durchführen sollte. Am 12. Oktober 1872 lief die Elisabeth zusammen mit dem Flaggschiff des Geschwaders, der Panzerfregatte Friedrich Carl, und dem Kanonenboot Albatross zunächst von Kiel nach Westindien. Mit den dortigen Stationären Vineta und Gazelle war die Weltumsegelung mit einer Dauer von drei Jahren geplant. Diese Pläne wurden dann aber nach Besuchen in Venezuela, Kolumbien und Haiti am 10. März 1873 in Havanna wegen des Ausbruchs des Dritten Carlistenkriegs durch die Gründung der Ersten Spanischen Republik verworfen. Die Elisabeth kehrte mit den anderen Schiffen mit Ausnahme der Albatross nach Europa zurück und verlegte direkt vor die spanische Küste als Teil des dortigen deutschen Geschwaders, wo sie u. a. die Seeschlacht vor Cartagena beobachtete.
1876–78 unternahm sie eine Weltreise. Sie wurde 1878 im Zuge der sogenannten Eisenstuck-Affäre zusammen mit der Leipzig und der Ariadne an die Westküste Nicaraguas entsandt. Von November 1881 bis April 1883 gehörte die Elisabeth zum Ostasiengeschwader. 1884 brachte sie zunächst zusammen mit der Möwe Gustav Nachtigal nach Kamerun, wo dieser „Schutzverträge“ mit einheimischen Stammesfürsten abschloss. Von dort wurde die Elisabeth nach Angra Pequeña, der späteren Lüderitzbucht, entsandt, um sich dort der Leipzig anzuschließen und die deutsche Flagge zu hissen. Dies erfolgte am 7. August 1884 durch ihren Kommandanten, Kapitän zur See Rudolf Schering, und stellte den Ausgangspunkt für die Gründung der Kolonie Deutsch-Südwestafrika dar. Am 3. November 1884 war die Elisabeth zusammen mit der Hyäne wiederum unter Schering und in Anwesenheit von Otto Finsch, zu dieser Zeit Agent der Neuguinea-Kompagnie, an der Flaggenhissung auf dem Gelände der Hauptniederlassung von Hernsheim & Co auf der Insel Matupi im Bismarck-Archipel beteiligt, was später zur Gründung der Kolonie Deutsch-Neuguinea führte.
Im Sommer 1885 befand sich die Elisabeth zusammen mit anderen Schiffen in australischen Gewässern, als das Schiff unter Kapitän zur See Karl Paschen auf dessen Flaggschiff Stosch nach Ostafrika gerufen wurde, um dort den Abschluss von Schutzverträgen zu unterstützen. Im August 1885 traf Elisabeth in Sansibar ein. Das Schiff war damit Teil des Ostafrikanischen Kreuzergeschwaders. Das Geschwader wurde inzwischen von Konteradmiral Knorr geführt.

## Verbleib
Am 20. September 1887 wurde sie aus der Liste der Kriegsschiffe gestrichen, diente daraufhin als Hulk und wurde 1904 in Stettin abgewrackt.

## Kommandanten
- Hermann Robert Przewisinski, 1869–1870
- Paul Grapow, 1870–1871
- Paul von Reibnitz, 1871–1872
- Otto Livonius, 1872–1875
- Wilhelm von Wickede, 1876–1878
- Friedrich von Hollmann, 1881–1883
- Rudolf Schering, 1884–1886
- Hunold von Ahlefeld, 1886–87